# 黄一權
黄一權（ファン・イルグォン、朝鮮語: 황 일권、1969年 6月9日 - ）はKBOリーグ・OBベアーズに所属していた大韓民国出身のプロ野球選手（内野手）。

## 経歴

### アマチュア時代
大学時代には国家代表1番打者をつとめた。
1991年シーズンを控えた新人指名で宋九洪と共に並んで登場したソウル特別市出身大物3塁手として話題になった。LGツインズが先に宋九洪を指名したため、OBは黄一權を指名した。ところで本人が億台契約金を要求して球団と摩擦を起こしたことで球団が指名を撤回。実業野球チームと契約してOB入団は2年延ばされる。

### OB時代
紆余曲折の末、1993年に当時としては巨額だった1億ウォンの契約金を受けてOBベアーズに入団した。背番号は1に決まった。
すると主戦三塁手であった林炯奭を遊撃手に押し出し、開幕戦を三塁手1番打者で迎えた。シーズン序盤は好調だったが中盤以降になると攻撃守備走塁の全てが期待に沿えない低調な成績を出したためバックアップに格下げされた。
1994年に再びレギュラー三塁手競争をする。安庚鉉を抜いて開幕戦を三塁手2番打者で迎えるが、やはり低調な成績が目立ったため再び安庚鉉にレギュラーを奪われてシーズンを終えた。なおこの2年間で球団は歴代最悪水準の盗塁数を記録しており、これには黄一權の成績不振が大きな原因となった。
1995年以後はこれという姿を見せられず、1997年に引退した。

## 詳細情報

### 年度別打撃成績
| 年 度    | 球 団    | 試 合 | 打 席 | 打 数 | 得 点 | 安 打 | 二 塁 打 | 三 塁 打 | 本 塁 打 | 塁 打 | 打 点 | 盗 塁 | 盗 塁 死 | 犠 打 | 犠 飛 | 四 球 | 敬 遠 | 死 球 | 三 振 | 併 殺 打 | 打 率 | 出 塁 率 | 長 打 率 | O P S |
| -------- | -------- | ----- | ----- | ----- | ----- | ----- | -------- | -------- | -------- | ----- | ----- | ----- | -------- | ----- | ----- | ----- | ----- | ----- | ----- | -------- | ----- | -------- | -------- | ----- |
| 1993     | OB       | 63    | 121   | 104   | 10    | 20    | 5        | 0        | 1        | 28    | 6     | 3     | 1        | 3     | 0     | 8     | 0     | 6     | 27    | 5        | .192  | .288     | .269     | .557  |
| 1994     | OB       | 11    | 30    | 28    | 3     | 6     | 1        | 0        | 0        | 7     | 1     | 0     | 0        | 0     | 0     | 2     | 0     | 0     | 7     | 2        | .214  | .267     | .250     | .517  |
| 1996     | OB       | 49    | 109   | 92    | 4     | 17    | 2        | 0        | 2        | 25    | 8     | 1     | 0        | 2     | 1     | 8     | 0     | 6     | 29    | 3        | .185  | .290     | .272     | .562  |
| 1997     | OB       | 16    | 32    | 30    | 2     | 5     | 0        | 0        | 0        | 5     | 1     | 0     | 0        | 1     | 0     | 1     | 0     | 0     | 9     | 3        | .167  | .194     | .167     | .361  |
| KBO：4年 | KBO：4年 | 139   | 292   | 254   | 19    | 48    | 8        | 0        | 3        | 65    | 16    | 4     | 1        | 6     | 1     | 19    | 0     | 12    | 72    | 13       | .189  | .276     | .256     | .532  |

### 出身学校
- 1984年 - 1987年、徳寿商業高等学校（朝鮮語版） (中央高等学校（朝鮮語版） 轉学)
- 1987年 - 1991年、漢陽大学校 (1991学番)

### 背番号
- 1 （1993年 - 1994年）
- 14 （1996年 - 1997年）